# Luigi Melzi

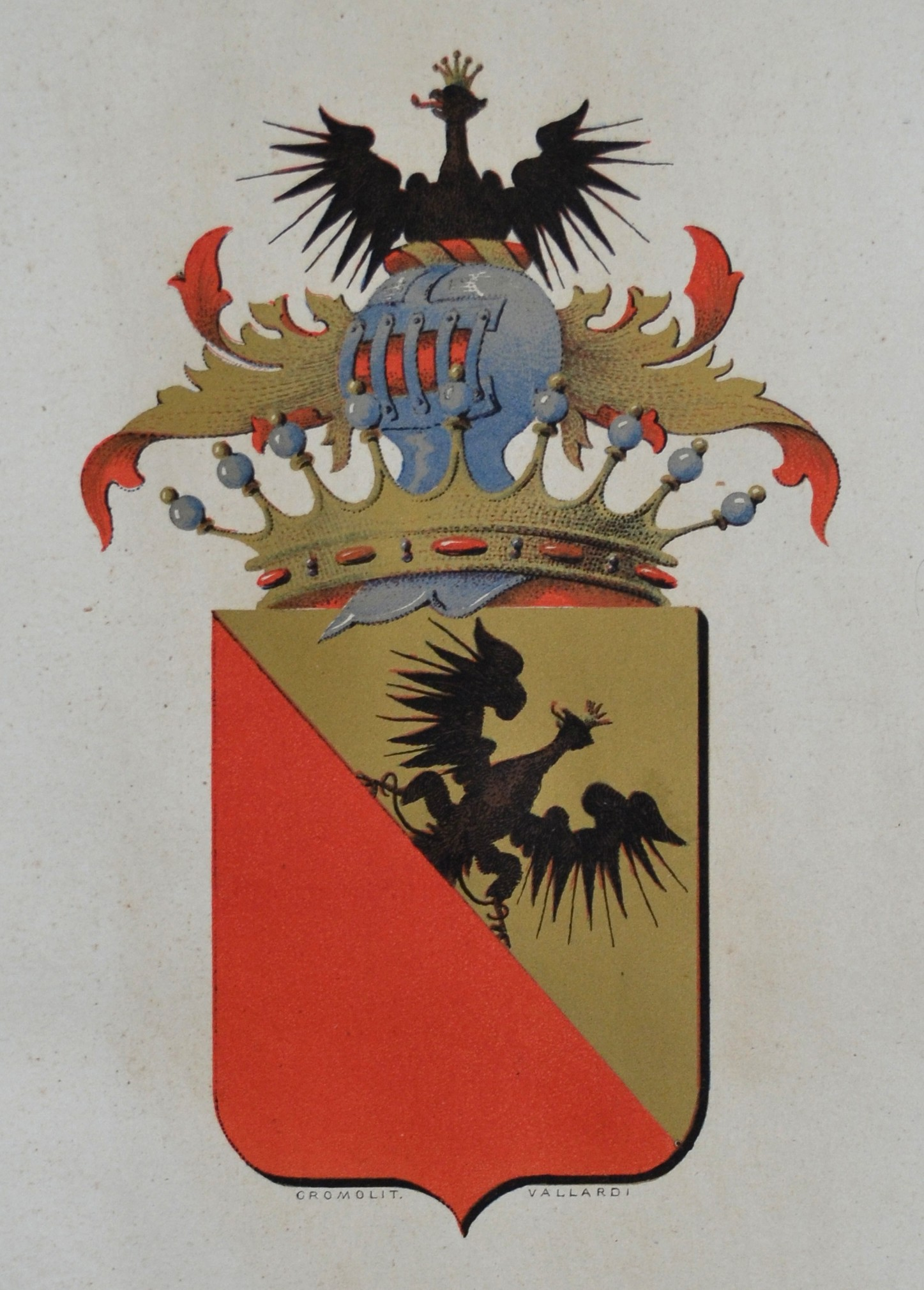
Stemma Melzi

Luigi Melzi (Milano, 1554 – Milano, 16 luglio 1629) è stato senatore del ducato di Milano, noto soprattutto per un processo per stregoneria.

## Biografia
È figlio primogenito di Ludovico Melzi e di Caterina Litta. Suo figlio Lodovico è noto come vicario di provvisione.
Si laurea in ambe le leggi all'Università di Pavia con diploma 28 dicembre 1577; dottore Giureconsulto al 28 febbraio 1578.
Conte palatino con decreto dell'imperatore Rodolfo II del 20 agosto 1579, ratificato dal Senato milanese l'11 agosto 1583. Vicario Generale dello Stato di Milano nel 1582 e Vicario di Provvisione nel 1586, incaricato di fornire Milano di vettovaglie. Podestà della città di Alessandria per il biennio 1586-87 con identiche mansioni.
Incaricato con illustri gentiluomini milanesi il 14 dicembre 1590 di una solenne ambasciata a Roma a portare al nuovo papa Gregorio XIV Sfondrati  le congratulazioni dei concittadini. Consultore della Santa Inquisizione dal 9 settembre 1600 con patente di portare o far portare da tre suoi famigliari ogni e qualunque sorta di armi offensive e difensive.
Il 2 gennaio 1606 il governatore di Milano don Pedro Enríquez d'Azevedo y Toledo, conte di Fuentes de Valdepero, lo elegge Luogotenente regio e Vicario di Provvisione per l'anno successivo. Lo stesso Governatore lo propone per senatore nel Senato milanese, carica ratificata poi il 9 marzo 1615 dal re di Spagna Filippo III.
Ottiene il feudo onorifico di Magenta con diploma del 30 dicembre 1619, vi prende possesso come feudatario e podestà il 2 marzo 1621.
Sposa nel 1583 Isabella Brivio ed ha tredici figli. Muore di colica il 16 luglio 1629.

## Il processo per stregoneria a Caterina Medici di Broni, Milano 1616 - 1617
Si tratta di un evento famoso per l'importanza dei personaggi intervenuti: gli esponenti della famiglia Melzi in anni di grande ostentazione sociale e poi i più eminenti medici e studiosi del momento, Lodovico Settala, Giacomo Antonio Clerici, Giovanni Battista Selvatico, fisici collegiati. È singolare anche che gli atti giudiziari siano sfuggiti alle epurazioni illuministiche.
Processo intentato il 26 dicembre 1616 da Lodovico Melzi e le sorelle monache Margherita e Faustina contro la domestica di famiglia, Caterina Medici accusata di maleficio a carico del padre senatore Luigi sofferente di disturbi gastrici. La Medici, dopo un iter complesso viene dichiarata colpevole di stregoneria il 31 gennaio 1617; torturata strangolata e messa al rogo il 4 marzo dello stesso anno.
Quanto riportato qui sopra non è la realtà. Il motivo di tutta questa cattiveria nei confronti di Caterina Medici è che il senatore Luigi Melzi si era invaghito di lei. Considerata la grande distanza sociale tra i due, l'uomo si lasciò convincere dai figli che la donna lo avesse sedotto con le "arti magiche".
La vicenda, cui fa accenno Pietro Verri nella Storia di Milano  quale esempio dei costumi del tempo, venne citata per tangenza anche da Alessandro Manzoni. Achille Mauri, nel suo romanzo storico del 1831, ne volle accentuare i risvolti romantici e pietistici. Nel Novecento, Leonardo Sciascia, che legge gli atti, lo interpreta come un dramma del Verismo di fine Ottocento. La pubblicazione degli atti nel 2011 a cura di Farinelli-Paccagnini ha riportato in luce la complessità dell'evento nel contesto religioso, morale e scientifico che caratterizza la Lombardia del XVII secolo dominato dall'albagia spagnolesca. 